# Anbarlı, Beşikdüzü
Anbarlı là một xã thuộc huyện Beşikdüzü, tỉnh Trabzon, Thổ Nhĩ Kỳ. Dân số thời điểm năm 2011 là 208 người.